# Liste der Kulturdenkmäler in Gimmeldingen
In der Liste der Kulturdenkmäler in Gimmeldingen sind alle Kulturdenkmäler des Stadtteils Gimmeldingen der rheinland-pfälzischen Stadt Neustadt an der Weinstraße aufgeführt. Grundlage ist die Denkmalliste des Landes Rheinland-Pfalz (Stand: 14. Januar 2025).

## Denkmalzonen
| Bezeichnung                | Lage | Baujahr                 | Beschreibung | Bild            |
| -------------------------- | --- | ----------------------- | --- | --------------- |
| Denkmalzone Ortskern       | Bögnerweg 1, Haberackerstraße 1–13 (ungerade Nummern), 2-10, 12 (Teile), 14-18 (gerade Nummern), Kirchplatz 1–4, 6, Kurpfalzstraße 193–199 (ungerade Nummern), 192–200 (gerade Nummern), Meerspinnstraße 4–46 (gerade Nummern), 1–37 (ungerade Nummern), Peter-Koch-Straße 43–73 (ungerade Nummern) und 38–64 (gerade Nummern) Lage | 16. bis 19. Jahrhundert | überwiegend Gebäude des 18. und 19. Jahrhunderts mit Kirche, Rathaus und Pfarrhaus, Hakenhofanlagen, historischer Bestand teilweise zurückgehend bis ins 16. und 17. Jahrhundert, besonders die Toranlagen | Fotos hochladen |
| Denkmalzone Kurpfalzstraße | Kurpfalzstraße 109 und 72–114 (gerade Nummern) Lage | 16. bis 19. Jahrhundert | historisch gewachsener Straßenabschnitt mit Hofanlagen vor allem des 19. Jahrhunderts, zum Teil aus dem 18. Jahrhundert, Rest aus dem 16. Jahrhundert                                                      | Fotos hochladen |

## Einzeldenkmäler
| Bezeichnung                     | Lage                                                        | Baujahr                              | Beschreibung | Bild                           |
| ------------------------------- | ----------------------------------------------------------- | ------------------------------------ | --- | ------------------------------ |
| Portal                          | Erlenbergstraße, an Nr. 12 Lage                             | 1620                                 | Renaissance-Portal, bezeichnet 1620 | Fotos hochladen                |
| Wohn- und Geschäftshaus         | Haberackerstraße 1 Lage                                     | 18. Jahrhundert                      | mehrteiliger Krüppelwalmdachbau, teilweise Fachwerk des 18. Jahrhunderts, im Kern wohl älter, Ladeneinbau um 1900, mit Ausstattung; ortsbildprägend | Fotos hochladen                |
| Wohnhaus                        | Haberackerstraße 2 Lage                                     | 18. Jahrhundert                      | barockes Fachwerkhaus, teilweise massiv, 18. Jahrhundert, Torbogen bezeichnet 1780 (Bild); ortsbildprägend | Fotos hochladen                |
| Portal                          | Haberackerstraße, an Nr. 3 Lage                             | 1543                                 | Renaissance-Portal, bezeichnet 1543 | BW                             |
| Architekturteile                | Haberackerstraße, an Nr. 8 Lage                             | ab 1594                              | Torbogen, bezeichnet 1634 und 1670 (Bild); Inschriftenstein, bezeichnet 1594; Portal, bezeichnet 1595; Kellerportal, bezeichnet 1751 | Fotos hochladen                |
| Portal                          | Haberackerstraße, an Nr. 11 Lage                            | zweite Hälfte des 18. Jahrhunderts   | spätbarockes Oberlichtportal | Fotos hochladen                |
| Torbogen                        | Haberackerstraße, an Nr. 14 Lage                            | 1718                                 | Torbogen, bezeichnet 1718 (Bild) | Fotos hochladen                |
| Herzogshof                      | Herzogstraße 15–19 Lage                                     | 15. und 16. Jahrhundert              | herrschaftliche Dreiflügelanlage, 15. und 16. Jahrhundert; Krüppelwalmdachbau, Renaissance, Toranlage bezeichnet 1612; Nr. 15 Ladeneinbau 1901; bauliche Gesamtanlage | weitere Bilder Fotos hochladen |
| Torbogen                        | Herzogstraße, an Nr. 16 Lage                                | um 1600                              | Renaissance-Torbogen, um 1600 (Bild) | Fotos hochladen                |
| Burckshof                       | Herzogstraße 56 Lage                                        | 1890                                 | prächtige historistische Walmdach-Villa, Neurenaissancemotive, 1890, Architekt Ludwig Levy, Karlsruhe, mit Ausstattung; Nebengebäude mit Zierfachwerk, Remise, Kelterhaus bezeichnet 1899, reiche Toranlage (Bild) | Fotos hochladen                |
| Schoppmannscher Hof             | Herzogstraße 90 Lage                                        | um 1806                              | auch Buhlsche Feldscheuer; eingeschossiger Krüppelwalmdachbau, um 1806, Um-/Neubau 1925, Gartenpavillon | Fotos hochladen                |
| Oberes Schloss                  | Hildenbrandseck 1 Lage                                      | 16. Jahrhundert                      | auch Schlössel oder Hildenbrandseck; eingeschossiger Renaissancebau mit Eck- und Treppenturm, bezeichnet 1574, barocke Dächer 1751, Wappenstein bezeichnet 1595, Umfassungsmauer mit Torbogen, 16. Jahrhundert; Südflügel im Wesentlichen aus dem 19. Jahrhundert | weitere Bilder Fotos hochladen |
| Unteres Schloss                 | Hildenbrandseck 2 Lage                                      | 17. Jahrhundert                      | auch Unteres Herrenhaus; im Kern Dreiflügelanlage, 17. Jahrhundert, Erweiterung 1913/14, Architekt O. Gruber, Karlsruhe; elfachsiger Krüppelwalmdachbau, bezeichnet 1610 und 1898 (Umbau und Renovierung), Wappenstein bezeichnet 1651; mit Ausstattung; Gesamtanlage mit Garten mit Pavillon und Skulpturen | weitere Bilder Fotos hochladen |
| Spolie                          | Hildenbrandseck, an Nr. 3 Lage                              | 1573                                 | Sandsteinspolie, bezeichnet 1573; im um 1837 als Nordflügel an das „Schlößchen“ (Nr. 1) angebauten Wohn- und Kelterhaus | BW                             |
| Spolie                          | Holzmühlstraße, an Nr. 1 Lage                               | 1769                                 | ehemaliger Türsturz, bezeichnet 1769 | BW                             |
| Spolie                          | Holzmühlstraße, an Nr. 3 Lage                               | 1615                                 | ehemaliger Türsturz, bezeichnet [1]615 | Fotos hochladen                |
| Torbogen                        | Holzmühlstraße, an Nr. 18 Lage                              | 1812                                 | Torbogen mit reliefiertem Scheitelstein, bezeichnet 1812; ehemaliger Bogenstein, bezeichnet 1786 (Bild) | Fotos hochladen                |
| Rat- und Schulhaus              | Kirchplatz 1 Lage                                           | 1828                                 | ehemaliges Rathaus und Schule; klassizistischer Walmdachbau mit Freitreppe, 1828 | weitere Bilder Fotos hochladen |
| Protestantisches Pfarrhaus      | Kirchplatz 2/4 Lage                                         | 1726                                 | eingeschossiger barocker Krüppelwalmdachbau, 1726; Nr. 4 Gemeindehaus, eingeschossiger Sandsteinbau mit Spolien, Kellerportal bezeichnet 1595, romanisches Zwillingsfenster (um 1180 bis 1200), Renaissance-Zwillingsfenster, weitere romanische und gotische Spolien; in der Hofmauer Grabplatten | weitere Bilder Fotos hochladen |
| Grenzstein                      | Kirchplatz, bei Nr. 5 Lage                                  | 1607                                 | reliefierter Grenzstein mit Wappen, bezeichnet 1607 | Fotos hochladen                |
| Protestantische Kirche          | Kirchplatz 6 Lage                                           | letztes Viertel des 12. Jahrhunderts | romanischer Turm, letztes Viertel des 12. Jahrhunderts; barocker Saalbau 1723, Osterweiterung bezeichnet 1803, mit Ausstattung; ortsbildprägend | weitere Bilder Fotos hochladen |
| Torbogen                        | Kurpfalzstraße, an Nr. 72 Lage                              | 1599                                 | Renaissance-Torbogen und Portal, bezeichnet 1599 | Fotos hochladen                |
| Loblocher Schlössel             | Kurpfalzstraße 76 Lage                                      | um 1890                              | Weingut, spätgründerzeitliche Baugruppe; eineinhalbgeschossige, im Kern barocke Villa mit Belvedereturm, Neurenaissance-Umbau um 1890, ehemalige Wirtschaftsgebäude, Scheunenbogen bezeichnet 1599 | weitere Bilder Fotos hochladen |
| Architekturteile                | Kurpfalzstraße, an Nr. 88/90 Lage                           | 17. und 18. Jahrhundert              | Renaissance-Torbogen, wohl um 1600; Kellerportal bezeichnet 1601; Spolie bezeichnet 1767 (Bild) | Fotos hochladen                |
| Torbogen                        | Kurpfalzstraße, an Nr. 100 Lage                             | 1738                                 | barocker Torbogen, bezeichnet 1738; Portal bezeichnet 1715 (Bild) | Fotos hochladen                |
| Torbogen                        | Kurpfalzstraße, an Nr. 106/108 Lage                         | um 1600                              | Renaissance-Torbogen, um 1600, bezeichnet 1706; straßenbildprägend (Bild) | Fotos hochladen                |
| Villa                           | Kurpfalzstraße 109 Lage                                     | 1900                                 | späthistoristische Villa, Neurenaissancemotive, 1900; mit Ausstattung | Fotos hochladen                |
| Toranlage                       | Kurpfalzstraße, an Nr. 121 Lage                             | zweite Hälfte des 16. Jahrhunderts   | Toranlage, zweite Hälfte des 16. Jahrhunderts, Scheunenportal bezeichnet 1565 (Bild) | Fotos hochladen                |
| Villa                           | Kurpfalzstraße 140 Lage                                     | 1905                                 | prächtige Jugendstil-Villa, bezeichnet 1905, Architekt L. Ebeler, Köln, mit Ausstattung, Kutscherhaus mit Remise; ortsbildprägend (Bild) | Fotos hochladen                |
| Weingut                         | Kurpfalzstraße 154 Lage                                     | 1905                                 | Weingut; zwei- bis dreigeschossige spätgründerzeitliche Baugruppe, Renaissancemotive, bezeichnet 1905, Architekt J. Rieger, Erweiterung 1917; Weinkeller bezeichnet 1901 | weitere Bilder Fotos hochladen |
| Spolie                          | Kurpfalzstraße, an Nr. 192 Lage                             | 1777                                 | spätbarocker Ofenstein, bezeichnet 1777; als Spolie in einer Böschungsmauer | weitere Bilder Fotos hochladen |
| Toranlage                       | Kurpfalzstraße, an Nr. 193 Lage                             | 1726                                 | barocke Toranlage, bezeichnet 1726 (Bild) | Fotos hochladen                |
| Wohnhaus                        | Kurpfalzstraße 195 Lage                                     | 1602                                 | eingeschossiges Einfirsthaus, Renaissanceportal bezeichnet 1602, Torbogen bezeichnet 1797 (Bild), (Bild) | Fotos hochladen                |
| Hofanlage                       | Kurpfalzstraße 198/200 Lage                                 | 16. Jahrhundert                      | Hofanlage, im Kern aus dem 16. Jahrhundert; Bruchsteinbauten mit Krüppelwalmen, Walmdachscheunen, eine bezeichnet 1602, Renaissancetorbogen (Bild) | Fotos hochladen                |
| Spolie                          | Loblocher Straße, in Nr. 2 Lage                             | 1723                                 | barockes Sandsteinrelief, bezeichnet 1723; in der ehemaligen Gaststätte „Zum Schwanen“ | Fotos hochladen                |
| Architekturteile                | Loblocher Straße, an Nr. 14 Lage                            | 16. Jahrhundert                      | Stichbogenportal, bezeichnet 1583, Renaissance-Zwillingsfenster, Sandsteinspolie bezeichnet 1593 | Fotos hochladen                |
| Hofanlage                       | Loblocher Straße 16 Lage                                    | um 1600                              | Dreiseithof; Wohnhaus im Kern um 1600, Fachwerkanbau, Torbogen bezeichnet 1612 (Bild) | Fotos hochladen                |
| Torbogen                        | Loblocher Straße, an Nr. 18 Lage                            | 1600                                 | Renaissance-Torbogen, bezeichnet 1600; Portalbögen, bezeichnet 1812 | BW                             |
| Wohnhaus                        | Loblocher Straße 30 Lage                                    | spätes 18. Jahrhundert               | spätbarockes eingeschossiges Fachwerkhaus, spätes 18. Jahrhundert, Anbau bezeichnet 1811 | Fotos hochladen                |
| Katholische Kirche St. Nikolaus | Loblocher Straße 32 Lage                                    | 1474/77                              | spätgotischer Saalbau, ab 1474/77, im 17. Jahrhundert des Daches beraubt, 1956/57 wiederhergestellt | weitere Bilder Fotos hochladen |
| Toranlage                       | Loblocher Straße, an Nr. 33 Lage                            | 16. oder 17. Jahrhundert             | Renaissance-Toranlage, (nachträglich?) bezeichnet 1714 (?) (Bild) | Fotos hochladen                |
| Hofanlage                       | Loblocher Straße 39/41 Lage                                 | 17. Jahrhundert                      | Nr. 39 barocker eingeschossiger Krüppelwalmdachbau, Kellerportal bezeichnet 1601; im Neubau Nr. 41 Kellerbogen, bezeichnet 1613, Steinschiebefenster (Bild) | Fotos hochladen                |
| Fenstergewände                  | Loblocher Straße, an Nr. 45 Lage                            | 1736                                 | barockes Fenstergewände, bezeichnet 1736 | Fotos hochladen                |
| Arndorffsche Mühle              | Loblocher Straße 57 Lage                                    | 1808                                 | ehemalige Arndorffsche Mühle; nachbarocker Walmdachbau, bezeichnet 1808, mit Ausstattung; langgestreckter Mühlenbau mit Gewölbestall | Fotos hochladen                |
| Hofanlage                       | Loblocher Straße 59 Lage                                    | 17. Jahrhundert                      | im Kern barocke Hofanlage; eingeschossiges Fachwerkhaus, 17. Jahrhundert, eingeschossiger Südflügel mit älterem Ostteil, im Kern aus dem 18. Jahrhundert, ehemaliges Kelterhaus wohl 19. Jahrhundert, ehemalige Scheune oder Stall um 1870 | Fotos hochladen                |
| Hofanlage                       | Meerspinnstraße 14, Kurpfalzstraße 196 Lage                 | um 1600                              | barocker Winkelhof, im Kern um 1600; Krüppelwalmdachbau, Torbogen bezeichnet 1716 (Bild), Wirtschaftsgebäude bezeichnet 166[.] | Fotos hochladen                |
| Hofanlage                       | Meerspinnstraße 15/17 Lage                                  | 1746                                 | Dreiseithof; barockes Wohnhaus, bezeichnet 1746 (Bild), Ladenarkaden um 1900, ehemalige Scheune bezeichnet 1567; Quader bezeichnet 1596; straßenbildprägend | Fotos hochladen                |
| Spolien                         | Meerspinnstraße, an Nr. 18 Lage                             | 1569                                 | Gewändesteine, bezeichnet 1569; Renaissanceportal | Fotos hochladen                |
| Hofanlage                       | Meerspinnstraße 21 Lage                                     | 18. Jahrhundert                      | Dreiseithof; zwei Krüppelwalmdachbauten, 18. Jahrhundert (im Kern älter?), Torbogen bezeichnet 1720, Nebenpforte bezeichnet 1727 | weitere Bilder Fotos hochladen |
| Hubhof                          | Meerspinnstraße 26 Lage                                     | 1606                                 | ehemaliger Hubhof; stattlicher Krüppelwalmdachbau, bezeichnet 1606, Scheunenportal bezeichnet 1590 | weitere Bilder Fotos hochladen |
| Wohnhaus                        | Meerspinnstraße 30/32 Lage                                  | 1718                                 | barocker Krüppelwalmdachbau, Torbogen bezeichnet 1718 (Bild) | Fotos hochladen                |
| Architekturteile                | Meerspinnstraße, an Nr. 34 Lage                             | 16. bis 18. Jahrhundert              | Renaissance-Torbogen, bezeichnet 1595; in der Hofanlage zwei Kellerportale, eins bezeichnet 1588 und 1749; Sturz einer Gartenpforte, bezeichnet 1613 (Bild) | Fotos hochladen                |
| Toranlage                       | Meerspinnstraße zu Nr. 37/39 Lage                           | 1719                                 | barocke Toranlage, bezeichnet 1719 (Bild) | Fotos hochladen                |
| Hofanlage                       | Meerspinnstraße 44 Lage                                     | erste Hälfte des 18. Jahrhunderts    | barocke Hofanlage, erste Hälfte des 18. Jahrhunderts; eingeschossiger Krüppelwalmdachbau, Toranlage, Stalltrakt; straßenbildprägend | weitere Bilder Fotos hochladen |
| Hofanlage                       | Meerspinnstraße 46 Lage                                     | 18. und 19. Jahrhundert              | Hofanlage, 18. und 19. Jahrhundert; eingeschossiges Wohnhaus, bezeichnet 1757, rückwärtiger Teil um 1885, Neurenaissance-Toranlage | weitere Bilder Fotos hochladen |
| Wohnhaus                        | Mithrasstraße 1 Lage                                        | 1619                                 | Renaissancebau mit Schopfwalmdach, bezeichnet 1619; straßenbildprägend | Fotos hochladen                |
| Grabmäler                       | Neubergstraße, auf dem Friedhof Lage                        | 19. und 20. Jahrhundert              | in der Umfassungsmauer reliefierte Sandsteinpfeiler, gegen 1822; Grabmal Hermann Häusser († 1905), klassizierende Schauwand mit mittiger Ädikula von A. Ott; Grabmal Familie Schwenck und Wiedemann, Galvanoplastik einer sitzenden Trauernden, spätes 19. Jahrhundert, von Bruker und Faller; Grabmal Familie Burck, Galvanoplastik eines schreitenden Engels, bald nach 1900; Grabmal Familie Stolleis, dreiteilige Sandsteinwand mit Flachrelief, um 1921; Grabmal Oskar Wilhelm Mugler († 1927), neuklassizistische Ädikula mit Galvanorelief | BW                             |
| König-Ludwig-Pavillon           | Neubergstraße, bei Nr. 20 Lage                              | Mitte des 19. Jahrhunderts           | achteckiger Putzbau mit Kupferdach, Mitte des 19. Jahrhunderts | weitere Bilder Fotos hochladen |
| Hofanlage                       | Peter-Koch-Straße 43 Lage                                   | 1575                                 | Hofanlage; im Kern renaissancezeitliches Fachwerkhaus, teilweise massiv, Kellerportal bezeichnet 1575, Hoftor bezeichnet 1808, ehemalige Waschküche bezeichnet 1776 | Fotos hochladen                |
| Spolie                          | Peter-Koch-Straße, gegenüber Nr. 43 Lage                    | 1779                                 | reliefierter ehemaliger Torbogenschlussstein, bezeichnet 1779 (?) | Fotos hochladen                |
| Portal                          | Peter-Koch-Straße, an Nr. 47 Lage                           | 1773                                 | spätbarockes Portal mit reliefiertem Scheitelstein, bezeichnet 1773 (Bild) | Fotos hochladen                |
| Architekturteile                | Peter-Koch-Straße 52 Lage                                   | 18. Jahrhundert                      | spätbarocke Toranlage; Hausportal bezeichnet 1789; Kellerportal unter der Scheune bezeichnet 1784 (Bild) | Fotos hochladen                |
| Toranlage                       | Peter-Koch-Straße, an Nr. 53 Lage                           | 1802                                 | nachbarocke Toranlage, bezeichnet 1802 (Bild) | Fotos hochladen                |
| Hofanlage                       | Peter-Koch-Straße 64 Lage                                   | 1753                                 | Hakenhof, Torbogen bezeichnet 1753; eingeschossiger Krüppelwalmdachbau, mit Ausstattung (Bild) | Fotos hochladen                |
| Keller                          | Peter-Koch-Straße, an Nr. 70 Lage                           | 1601                                 | Renaissancekeller, bezeichnet 1601; Spolie bezeichnet 1615 (Bild) | Fotos hochladen                |
| Portal                          | Peter-Koch-Straße, an Nr. 71 Lage                           | 1619                                 | Renaissanceportal, bezeichnet 1619; Laubengang-Reste (Bild) | Fotos hochladen                |
| Hofanlage                       | Peter-Koch-Straße 73 Lage                                   | 18. und 19. Jahrhundert              | Hofanlage, 18. und 19. Jahrhundert; dreiflügeliger Walmdachbau, bezeichnet 1822; zugesetzter Torbogen, bezeichnet 1761, Kellerportal bezeichnet 1756, mittelalterliches Grabsteinfragment (Bild) | Fotos hochladen                |
| Bank                            | östlich des Ortes auf dem Kieselberg Lage                   | 1829                                 | Steinstele und -bank, 1829 | Fotos hochladen                |
| Alte Burg                       | südöstlich des Ortes; Flur Auf der Burg Lage                | um 1100                              | salischer Wohnturm, wohl um 1100; Spolie bezeichnet 1687 | Fotos hochladen                |
| Heidenburg                      | westlich des Ortes auf dem Nebelberg Lage                   | 9. oder 10. Jahrhundert              | Reste einer frühmittelalterlichen Ringwallanlage, 9. oder 10. Jahrhundert | weitere Bilder Fotos hochladen |
| Weinbietturm                    | westlich des Ortes auf dem Weinbiet Lage                    | 1870–74                              | oktogonaler Aussichtsturm, 1870–74, Parabelblenden bezeichnet 1930, Architekt A. Sieber, 1952 erhöht | weitere Bilder Fotos hochladen |
| Wasserwerk Mußbach              | westlich des Ortes im Mußbachtal; Distrikt Kälberstall Lage | 1899                                 | zweigeschossiger Eingangsbau über vorgelagerter Terrasse, bezeichnet 1899 | weitere Bilder Fotos hochladen |